# United States Army Garrison Schinnen

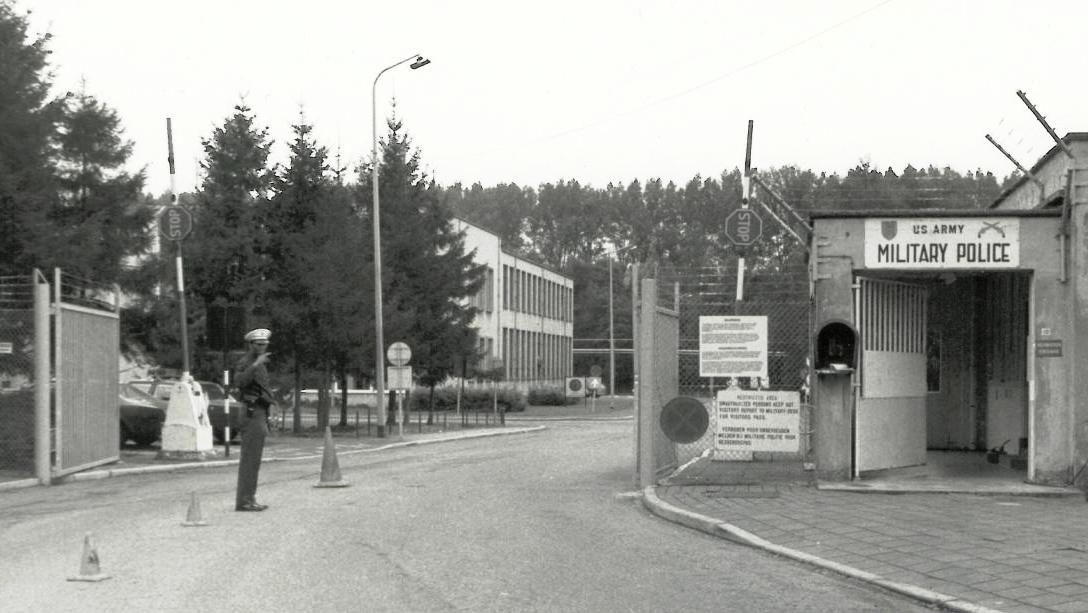
1969

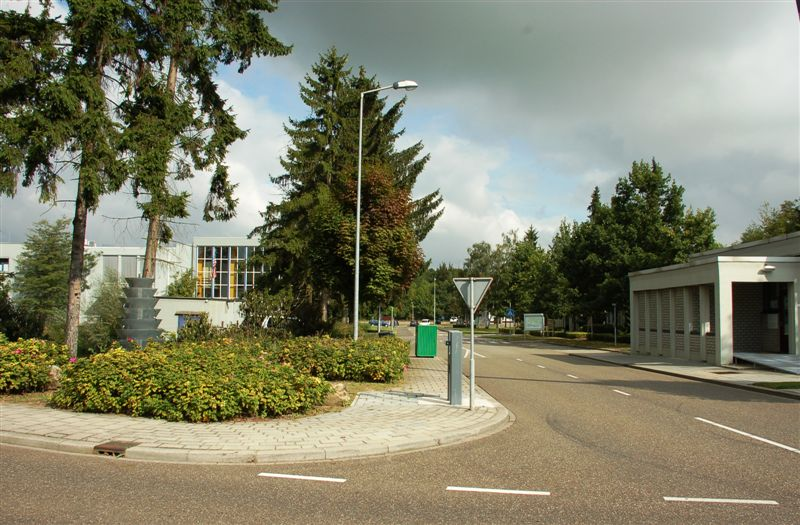
2009

Het United States Army Garrison Schinnen was een Amerikaanse bevoorradingsbasis in de Nederlandse plaats Schinnen in de huidige gemeente Beekdaelen , en was gelegen direct naast de spoorlijn van Heerlen naar Sittard en de autosnelweg A76.
De basis werd na de sluiting van de mijnen begin jaren 1970 opgericht op de plaats van schacht IV van de staatsmijn Emma. Deze mijnschacht werd in 1993 afgebroken. Tot 14 oktober 2005 heette deze basis "254th Base Support Battalion Schinnen", een naam die sinds 1915 wereldwijd is ingeburgerd voor dergelijke bases. In Europa bestaan 21 van dergelijke bases en de basis in Schinnen was de enige in Nederland.
De USAG Schinnen verhuisde in het najaar van 2019 naar Brunssum, daar is ook al het Allied Joint Force Command Brunssum (voormalig Afcent) gevestigd. .
Het logo van de basis in Schinnen bestond uit zowel Amerikaanse als Nederlandse symbolen. Een windmolen, een mijnwerker, en het zwaard, de sterren uit de Amerikaanse vlag, een adelaar als symbool voor Amerika en de vier landen waaraan de basis in Schinnen logistieke ondersteuning geeft.